# Hochfrottspitze
 El Hochfrottspitze es una montaña de 2.649 metros de altura, compuesta de dolomita principal, en los Alpes de Allgäu cerca de Oberstdorf en Alemania y la montaña alemana más alta de los Alpes de Allgäu. La frontera con Austria se extiende a lo largo de su cresta. 

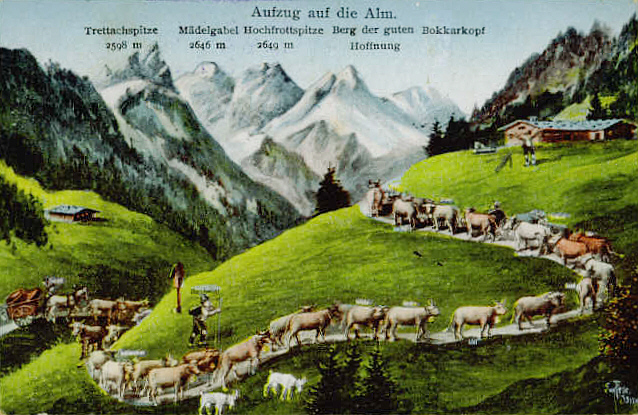
Tarjeta postal de 1929 con el Hochfrottspitze en el centro

Junto con el Trettachspitze y el Mädelegabe, el Hochfrottspitze forma el famoso triunvirato de picos en la cresta principal de los Alpes de Allgäu. La concurrida ruta Heilbronn (Heilbronner Weg) la atraviesa por el sur y el este, a unos 100-150 metros por debajo de la cumbre. A pesar de ello, la cima rara vez es escalada porque las rutas hacia ella son difíciles. Los escaladores dejan la Vía Heilbronn en la brecha de viento de la Bockkarscharte y ascienden desde el sur siguiendo un camino poco visible a través de escombros rotos y pedregales con escaladas de grado I de la UIAA hasta el comienzo de la cara vertical de la cumbre que es una escalada expuesta de grado II+. 
Algo más sencillo es el abordaje por la cara occidental desde la Casa Waltenberger: sigue la ruta hacia la Bockarscharte; después de 20 minutos abandona el camino para subir por escarpados barrancos (grado I) hasta la arista de las Montañas de la Buena Esperanza (Berge der guten Hoffnung). Continúa sobre la cresta occidental cubierta de piedras, sin pistas en algunos lugares, subiendo escalones, a lo largo de barandas y tramos de escalada que llegan hasta el grado I hasta la cima. Otra alternativa es el cruce de la cresta desde el Mädelegabel hasta el Hochfrottspitze (escalada expuesta de grado II). La brecha de viento entre las dos cumbres se puede escalar directamente desde el Schwarzmilzferner. 
La montaña fue escalada por primera vez en 1869 por Hermann von Barth. 